# 數學傳播
《數學傳播》是中華民國中央研究院數學研究所創辦的數學期刊，第一卷第一期於民國65年5月出刊，其主要讀者對象是中學生、大學生、中學教師以及數學愛好者等相關領域讀者，每季一期，一年共四期。《數學傳播》對於推廣數學教育不遺餘力，早期數學傳播的內容主要偏重於中學數學，常見的議題有談大學聯考、數學史等內容。近來內容方向逐漸朝數學期刊水準發展，不再侷限於教育議題，每一期的撰稿者不限台灣數學家，亦有許多中國大陆數學家發表其文章於《數學傳播》。
《數學傳播》從2000年12月發行的第24卷第4期對數學家Rick Schoen的專訪開始，每期都會訪問一位數學家或應用數學家，針對該數學家的學術經歷以及其研究領域作一篇詳細的訪談。根據一位於2023年的1月初與12月底皆有投稿《數學傳播》的作者所作的估計，2023年《數學傳播》大約收到140篇的投稿，這位作者所用的估計方式是將他2023年最後一篇與第一篇投稿兩者的投稿編號相減，即可大約估計出2023年《數學傳播》編輯部所收到的投稿數量。

## 外部連結
- 《數學傳播》季刊 （页面存档备份，存于）